# Grote zijdebij
De grote zijdebij (Colletes cunicularius) is een vliesvleugelig insect uit de familie Colletidae. De wetenschappelijke naam van de soort is gepubliceerd in 1761 door Linnaeus.
De mannetjes worden 11 tot 14 mm lang, de vrouwtjes en 13 tot 14 mm. De dieren nestelen in gangen in een vrij kale zanderige ondergrond. De nestgangen komen wel een meter diep en lopen vaak horizontaal. De grote zijdebij vliegt maart tot juni met een piek halverwege april en vliegt daarmee vroeger dan andere zijdebijen. De soort voedt zich met wilgen, met name boswilg en kruipwilg. De soort overwintert als imago in een nestcel.